# Syzygium gambleanum
Syzygium microphyllum là một loài thực vật thuộc họ Myrtaceae. Đây là loài đặc hữu của Ấn Độ. Nó đã tuyệt chủng do mất môi trường sống.